# نبرد لوتوس
نبرد لوتوس (انگلیسی: Battle of Lutos)، نبردی است که در سال ۷۹۴ بین نیروهای امیر قرطبه، هشام اول، به فرماندهی عبدالمالک بن عبدالواحد بن مغیث و عبدالکریم بن عبدالواحد بن مغیث و نیروهای پادشاهی آستوریاس به فرماندهی آلفونسوی دوم رخ داد که با شکست نیروهای امارت قرطبه همراه بود و عبدالمالک بن عبدالواحد بن مغیث، وزیر هشام نیز در هنگامه نبرد کشته شد.

## نبرد

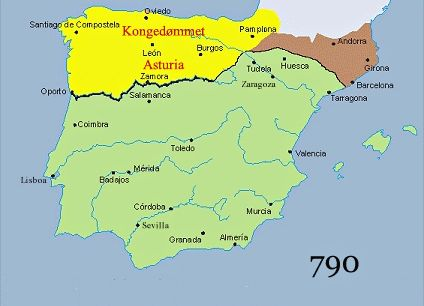
منطقه نبرد لوتوس طبق نقشه

در بهار سال ۷۹۴ میلادی هشام با دیگر وزیر خود، عبدالمالک بن عبدالواحد بن مغیث و بردارش عبدالکریم بن عبدالواحد بن مغیث به مناطق شمالی فرستاد تا مسیحیان آنجا سرکوب کند. پس رسیدن لشکر قرطبه ابتدا به صحرای گالیسیا و سپس به منطقه آستورگا، مسیحیان از آنجا گریخته و به کوهستان پناه آوردند اما آلفونسو توانست با جمع‌آوری
نیروهای خود عازم نبرد با مسلمانان شود. پس در نزدیکی مکانی به نام صخره میان (کامینو رئال دل‌پوئرتو دلا مسا) نبرد بین سپاه درگرفت. ابتدا این لشکر مسیحیان به فرماندهی آلفونسو بود که توانست از حربه غافلگیری به پیروزی‌های اولیه دست یابد و تعدادی از مسلمانان را به قتل برسانند اما سرانجام مسلمانان توانستند نیروهای دشمن را در نبرد لاس‌بیاس به‌طور منهزم کرده و پس از آن به تاراج منطقه بپردازند. این نبرد سبب شد تا بار دیگر امنیت در مناطق شمالی امارت تأمین شود.